# Новая Жизнь (Пуховичский район)
Новая Жизнь (бел. Новае Жыццё) — деревня в Пуховичском районе Минской области. Входит в состав Туринского сельсовета.

## Географическое положение
Находится примерно в 10,5 километрах северо-восточнее райцентра и в 14,5 километрах от железнодорожной станции Пуховичи на линии Минск—Осиповичи, в 48,5 км от Минска, в 2,4 км от автодороги Червень—Марьина Горка.

## История
Населённый пункт был основан в 1920-е годы как посёлок на территории Туринского сельсовета Пуховичского района (с 20 февраля 1938 — Минской области). Согласно переписи населения СССР 1926 года здесь насчитывалось 15 дворов, проживали 83 человека. В 1929 году в посёлке был организован одноименный колхоз — «Новая жизнь». В период Великой Отечественной войны посёлок оккупирован немецко-фашистскими захватчиками в конце июня 1941 года. Освобождён в начале июля 1944 года. По состоянию на 2002 год деревня Новая Жизнь в составе Туринского сельсовета, относившаяся к колхозу «Знамя коммунизма» (бел. Сцяг камунізму), здесь был 21 жилой дом, 31 постоянный житель. На 2012 год в деревне 9 круглогодично жилых домов, 18 постоянных жителей

## Население
- 1926 — 15 дворов, 83 жителя
- 2002 — 21 двор, 31 житель
- 2012 — 9 дворов, 18 жителей
- 2019 —